# Le Croisty
Le Croisty (in bretone: Ar C'hroesti) è un comune francese di 734 abitanti situato nel dipartimento del Morbihan nella regione della Bretagna.

## Società

### Evoluzione demografica
Abitanti censiti